# Nemecká (1535 m)
Nemecká (1535 m n.p.m.) – szczyt w Niżnych Tatrach na Słowacji.

## Położenie
Leży we wschodniej części Niżnych Tatr, w tzw. Kráľovohoľskich Tatrach, po północnej stronie głównego grzbietu tej grupy górskiej. Wznosi się w grzbiecie, odchodzącym od kulminacji góry Veľký bok w kierunku wschodnim, a dalej północno-wschodnim, w odległości ok. 3 km od tego szczytu (licząc w linii grzbietu). Leży w całości w dorzeczu Czarnego Wagu oraz w granicach administracyjnych wsi Kráľova Lehota w kraju żylińskim. Cały masyw w granicach Parku Narodowego Niżne Tatry.

## Charakterystyka
Szczyt stanowi łagodne, chociaż wyraźne wzniesienie w linii wspomnianego grzbietu, opadającego następnie łagodnie ku północnemu wschodowi ku wyraźnemu siodłu (ok. 1450 m n.p.m.). Stoki generalnie strome. Zbocza północno-zachodnie pocięte są głębokimi dolinkami źródłowych cieków Svarínki. Od południa pod szczyt podchodzi Solisková dolina, a od północnego wschodu Studená dolina – obydwoma spływają drobne cieki wodne uchodzące do Ipolticy.
Szczytowe partie góry sięgają naturalnej górnej granicy lasu. Nazwa w przeszłości odnosiła się głównie do istniejącej tu hali pasterskiej, na której działał owczy szałas. Obecnie większość hali samorzutnie zarosła lasem, większe ciągi polan zachowały się na grzbiecie idącym od Veľkiego boku oraz na bocznym grzbiecie, opadającym od szczytu Nemeckiej na wschód, ku dolinie Ipolticy.

## Geologia
Partie szczytowe góry budują skały zaliczane do tzw. warstw mráznickich, głównie szare i ciemnoszare margliste wapienie, margle i margliste łupki z młodszej jury i starszej kredy (tyton–apt). W niższych partiach spotkamy starsze skały: po stronie wschodniej triasowe kwarcyty i piaskowce, po stronie północnej – piaskowce, łupki i zlepieńce z młodszego karbonu, zaś po stronie południowej również tonality z tego okresu.

## Turystyka
Przez szczyt (mijając nieznacznie wierzchołek) przechodzi żółto  znakowany szlak turystyczny z osady Svarín w dolinie Czarnego Wagu, biegnący doliną Svarínki, zmierzający następnie przez Veľký bok na główny grzbiet Niżnych Tatr (Zadná hoľa). Tym niemniej szczyt jest rzadko odwiedzany przez turystów ze względu na znaczne odległości od punktów wyjściowych. Sam wierzchołek szczytu zarośnięty, widoki roztaczają się ze wspomnianych polan.